# Chapadinha
Chapadinha là một đô thị thuộc bang Maranhão, Brasil. Đô thị này có diện tích 3247,159 km², dân số năm 2007 là 65896 người, mật độ 20,29 người/km².